# 陳景雲
陳景雲（1670年—1747年），字少章，江苏吴县（今屬江蘇）人，清朝历史学家。

## 生平
生于康熙九年（1670年），生而穎異，少从何焯游，博通經史。十七歲時，湯斌在蘇州，主試秀才，拔景雲為第一。又長於考訂。卒于高宗乾隆十二年。著有文集4卷，《读书纪闻》12卷，《纲目辨误》4卷，《两汉订误》4卷，《三国志校误》3卷，《韩文校误》3卷，《柳文校误》3卷，《文选校正》3卷，《通鉴胡注正误》3卷，及《纪元考略》2卷。